# Annakirche (Aachen)

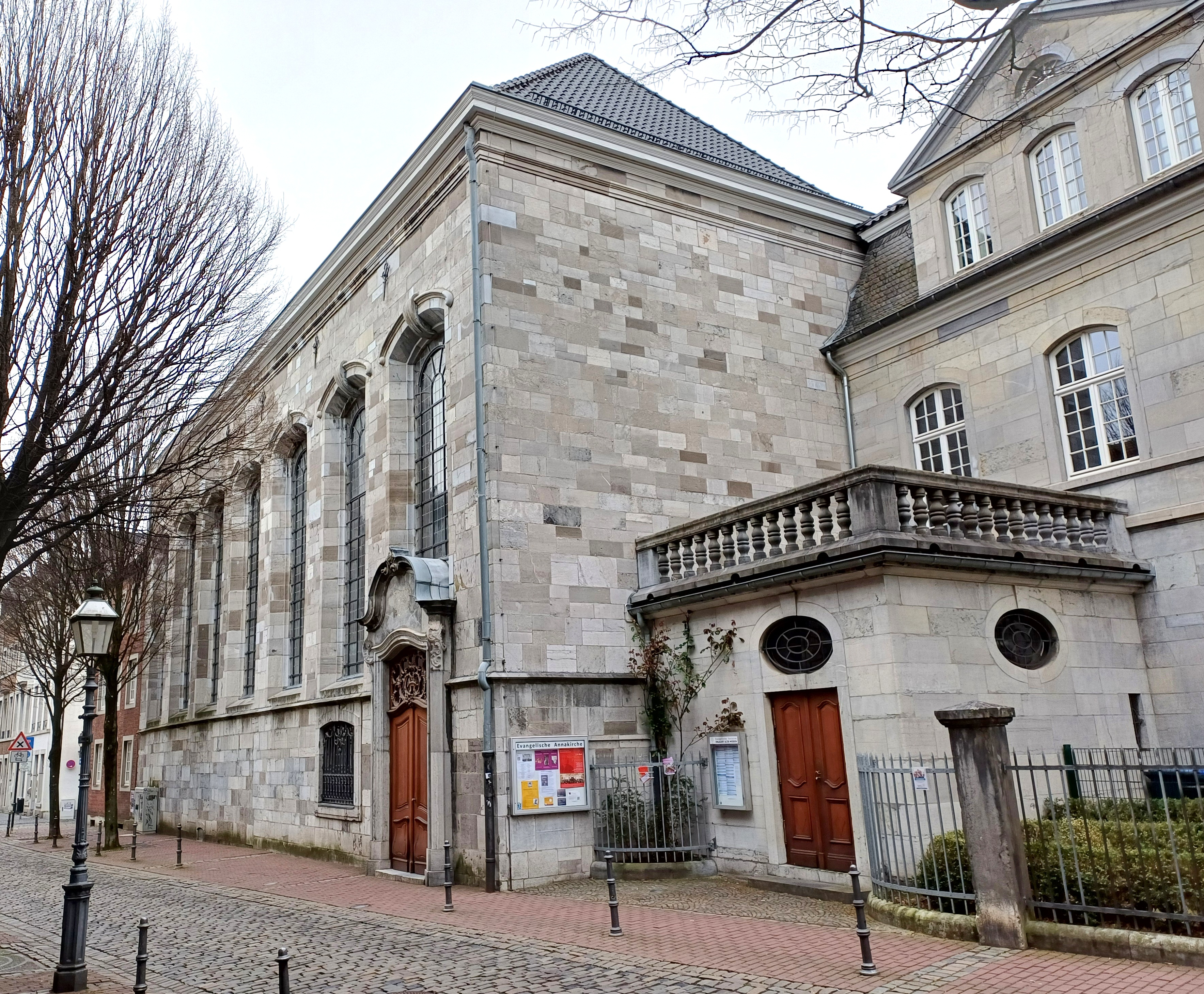
Straßenansicht der Annakirche

Die evangelische Annakirche ist eine ehemalige Klosterkirche in Aachen. Seit 1802 ist sie eine evangelische Gottesdienststätte.

## Baugeschichte

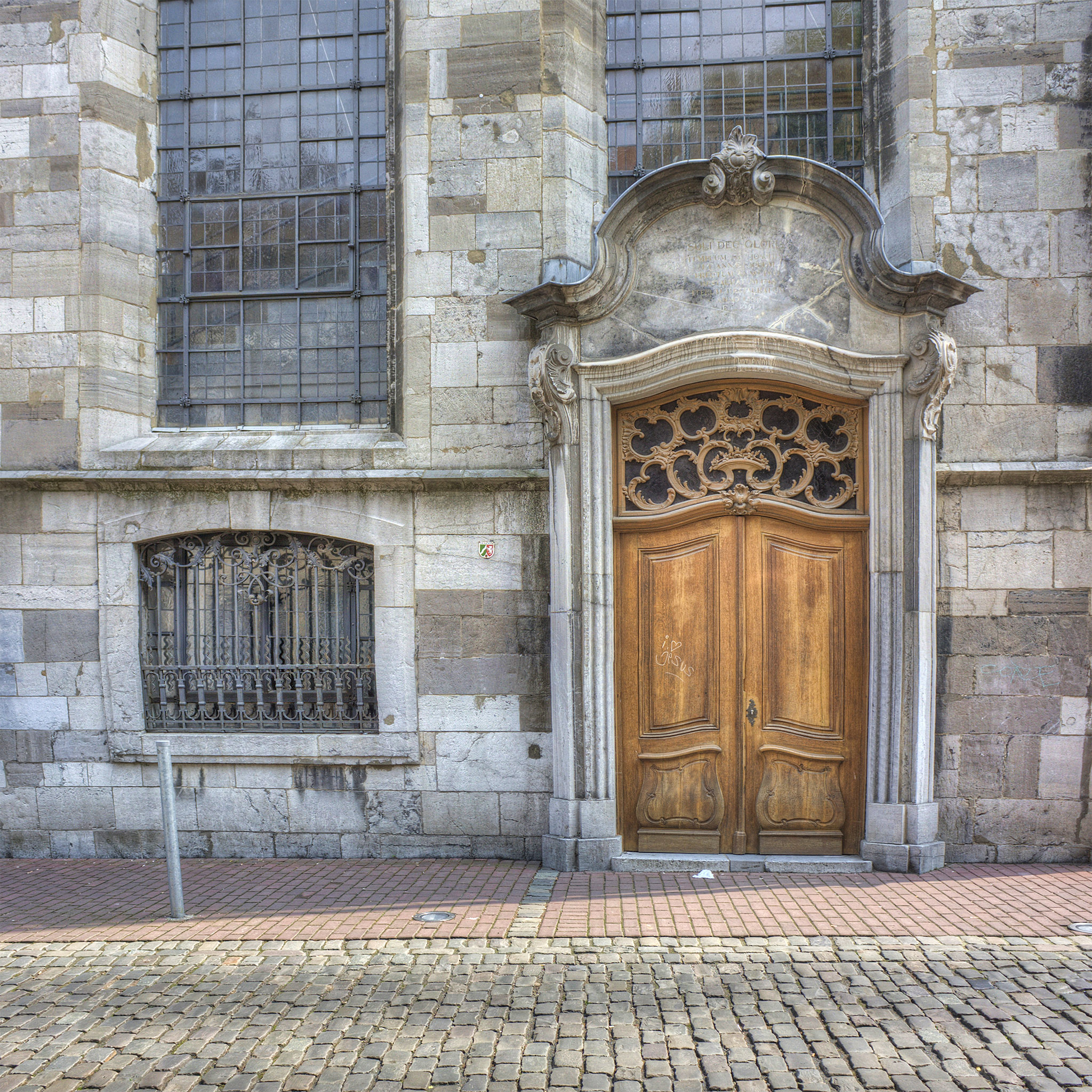
Couvenportal der Annakirche

Im Jahr 1511 wurde in Aachen von Sibylle von Brandenburg, der Witwe von Wilhelm von Jülich-Berg, ein Benediktinerinnenkloster gegründet. Das Kloster in der damaligen Scherpstraße (heutige Annastraße) wurde zu Ehren des heiligen Joachim und der heiligen Anna geweiht. Es war im Vergleich zu anderen Aachener Klöstern relativ klein und unbedeutend und hatte die ersten Jahre keine eigene Kirche. Erst im Jahr 1532 konnte die Klosterkirche geweiht werden, 1562 erhielt sie ihr Glockentürmchen. Gut 200 Jahre später waren die Mittel für einen größeren Neubau der Kirche vorhanden. Als Baumeister wurde der Aachener Architekt Johann Joseph Couven berufen. Von der alten Kirche wurden für den Neubau nur Teile des Fundaments und der Südwand wieder verwendet. Die Kirche wurde 1749 geweiht. Es handelt sich dabei um einen einschiffigen Saalbau.
Mit der französischen Besetzung Aachens 1794 wurde das Kloster St. Joachim und Anna wie alle anderen Stifte und Klöster aufgelöst. Die bald darauf eingeführte Religionsfreiheit führte zum Wunsch der reformierten und lutherischen Christen Aachens nach einer eigenen Gottesdienststätte. Wie in anderen Städten des Rheinlands auch, wurde den evangelischen Gemeinden eines der aufgelösten Klöster zur Verfügung gestellt. So wurde die Annakirche 1802 evangelisch. Auch ein Teil des anliegenden Klostergeländes wurde den evangelischen Gemeinden übergeben. Weitere Gebäude und Grundstücke des ehemaligen Klosters wurden in den Folgejahren angekauft, um dort Schule, Lehrerwohnungen und Pfarrwohnung zu errichten. Nach der in Aachen 1837 vollzogenen Union zwischen Reformierten und Lutheranern wurde der Innenraum der Annakirche umgebaut. Unter anderem wurde eine Empore eingezogen und ein Kanzelaltar eingebaut, über dem die Orgel ihren Platz hatte. Zu Beginn des 20. Jahrhunderts wurde an Stelle der alten Klostergebäude ein repräsentatives Gemeindehaus, ein neues Pfarrhaus und eine evangelische Volksschule, die heutige Grundschule „Annaschule“ errichtet.
Die Jahre 1943/1944 brachten eine fast vollständige Zerstörung der Kirche durch Kriegseinwirkungen. Der Wiederaufbau in alter Gestalt geschah in den Jahren 1950–1951. Dabei wurden die Umbauten des 19. Jahrhunderts zugunsten einer weitgehenden Orientierung an dem Couven-Bau nicht übernommen. Einzig die Westempore, auf der künftig die Orgel ihren Platz haben sollte, wurde beibehalten und vergrößert. Die Inneneinrichtung stammt überwiegend aus der Nachkriegszeit. Die beiden bronzenen Glocken aber stammen aus den Jahren 1688 und 1731.
Von November 2012 bis in den Herbst 2013 wurde die Kirche mit einer Sanierung der Natursteinfassade, der Glassanierung der Kirchenfenster, der Erneuerung der Dachdeckung, einer technischen Sanierung der Heizungs- und Elektroanlagen und einer neukonzeptionierten Farbgestaltung durch das Architekturbüro Dewey + Blohm-Schröder aus Viersen restauriert.

## Orgel
Im Jahr 1803 wurde eine Orgel gebraucht gekauft, die von Christian Ludwig König im 1773 für St. Johann und Cordula mit 20 Registern auf zwei Manualen gebaut worden war. Der König-Schüler Fuhrmann setzte das Instrument um und restaurierte es in diesem Zuge. Vor 1876 fand ein eingreifender Umbau statt. Die Firma Walcker baute 1898 hinter dem alten Prospekt eine neue Orgel, die 1944 zerstört wurde.
Die 1958 von der Aachener Orgelbauanstalt Georg Stahlhuth & Co m.b.H errichtete Orgel wurde 1994 durch einen Neubau der Orgelbaufirma Weimbs aus Hellenthal ersetzt. Das Schleifladen-Instrument verfügt über 34 Register, die auf drei Manuale und Pedal verteilt sind. Die Spieltrakturen sind mechanisch. Im Zuge einer Generalüberholung wurde 2016 eine elektronische Setzeranlage eingebaut. An der Orgel finden regelmäßig Konzertreihen mit international bekannten Organisten statt.
| I Hauptwerk C–g3   |        |
| Bourdon            | 16′    |
| Principal          | 08′    |
| Hollflaut          | 08′    |
| Salicional (ab c0) | 08′    |
| Octav              | 04′    |
| Flaut              | 04′    |
| Quint              | 03′    |
| Superoctav         | 02′    |
| Terz               | 1 3⁄5′ |
| Mixtur IV          | 1 ⁄3′  |
| Trompette          | 08′    |
| Vox humana         | 08′    |
| Tremulant          |        |

| II Positiv C–g3  |       |
| Bourdon          | 8′    |
| Flûte            | 4′    |
| Doublette        | 2′    |
| Larigot          | 1 ⁄3′ |
| Cornet V (ab c1) | 8′    |
| Cromorne         | 8′    |
| Tremulant        |       |

| III Schwellwerk C–g3 |        |
| Bourdon              | 8′     |
| Flûte travers        | 8′     |
| Viole de gambe       | 8′     |
| Voix céleste         | 8′     |
| Principal            | 4′     |
| Flûte octaviante     | 4′     |
| Nazard harmonique    | 2 ⁄3′  |
| Tierce harmonique    | 1 3⁄5′ |
| Fourniture V         | 2′     |
| Flageolet            | 2′     |
| Hautbois             | 8′     |
| Trompette harmonique | 8′     |
| Tremulant            |        |

| Pedal C–f1 |     |
| Soubasse   | 16′ |
| Flûte      | 08′ |
| Bombarde   | 16′ |
| Trompette  | 08′ |

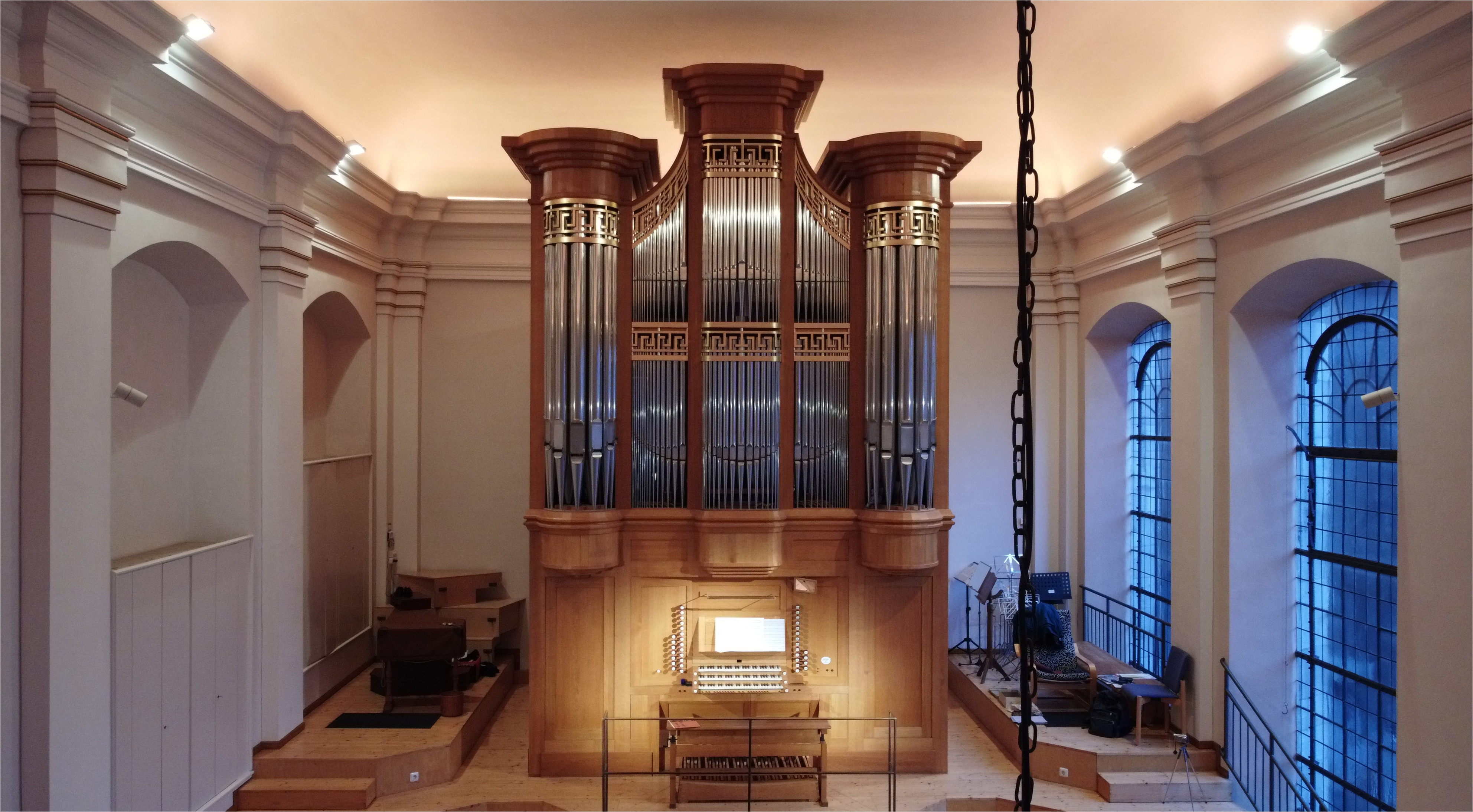
Weimbs-Orgel der Annakirche Aachen

- Koppeln: II/I, III/I, III/II, III 16′/I, I/P, II/P, III/P

Das benachbarte Pfarrhaus wird heute als Gemeindehaus genutzt, während das große Gemeindehaus das Verwaltungsamt und die Superintendentur des evangelischen Kirchenkreises Aachen beherbergt.

## Kirchenmusiker an der Annakirche
- Hans Klotz
- von 1983 bis 2008: Kirchenmusikdirektor Wolfgang Karius
- seit 2008: Georg Hage